# Eddie Lang
Eddie Lang (* jako Salvatore Massaro, 25. října 1902, Filadelfie, Pensylvánie – 26. března 1933, New York City, New York, Spojené státy) byl americký jazzový kytarista, považovaný za otce jazzové kytary, hrál na kytary Gibson L-4 a L-5.